# Ashihara kaikan
L'Ashihara kaikan (芦原会館?) è uno stile di karate a contatto pieno che deriva direttamente dal Kyokushinkai. Fondato nel 1980 da Hideyuki Ashihara (5 dicembre 1944 - 24 aprile 1995), un ex praticante ed istruttore di Kyokushinkai, è stato portato avanti sotto la sua direzione fino alla morte, avvenuta per sclerosi laterale amiotrofica nel 1995. Il nome ufficiale di questa organizzazione è New International Karate Organization (NIKO).
Il concetto chiave dello stile è il Sabaki, un movimento circolare volto a schivare un colpo per poi mettersi in una posizione di vantaggio rispetto all'avversario e contrattaccare: un modo, in pratica, di mantenere il controllo della situazione grazie ad un unico movimento di difesa e attacco.
Nel karate Ashihara sono previsti dei kata divisi in 5 gruppi, completamente diversi dai kata classici che caratterizzano la maggior parte degli stili di karate:
- Shoshin No Kata: kata per principianti dove viene enfatizzata l'autodifesa e il mantenimento della distanza dall'aggressore.
- Kihon no Kata: anche questo è un kata per principianti, ma in questa categoria l'accento è posto sulle uscite laterali.
- Kumite No Kata: queste forme sono composte da tecniche per il combattimento per la breve e lunga distanza.
- Nage No Kata: questo set enfatizza le tecniche di leva e il gioco di gambe. Le due principali leve sono: Maki Komi Nage (far rotolare in avanti) e Ura Nage (buttare dietro). La maggior parte dei movimenti sono circolari e fatti in uno spazio ristretto.
- Jissen No Kata: si tratta di un kata effettuato ad un ritmo più veloce dove è importante il Kihon. Jissen significa anche "estremo combattimento".

Le cinture seguono un ordine cromatico differente da quello del karate tradizionale:
- Bianca
- Blu
- Gialla
- Verde
- Marrone
- Nera